# Hedana
Hedana là một chi nhện trong họ Thomisidae.